# Kibitnik azaliaczek
Kibitnik azaliaczek (Catotilia azaleella) – gatunek motyla z rodziny kibitnikowatych, występujący przede wszystkim na azaliach japońskich.

## Taksonomia
Gatunek ten opisany został po raz pierwszy w 1913 roku przez Antoniusa Brantsa jako Gracilaria azaleella.

## Budowa ciała
Kibitnik azaliaczek charakteryzuje się niewielkim rozmiarem ciała. Rozpiętość jego przednich skrzydeł wynosi 10–11 mm, są one wydłużone i okolone strzępiną.

## Biologia i ekologia
Poczwarki kibitnika azaliaczka zimują w górnych warstwach podłoża, w kokonach na opadłych liściach. Na wiosnę, kiedy azalie przekwitają, z kokonów wylatują motyle, a samice składają jaja na spodniej stronie liści. Młode gąsienice żerują wewnątrz liści, zjadając miękisz. Wskutek żerowania tworzą się tzw. miny koloru białawego. Po opuszczeniu min przez gąsienice, te zmieniają kolor na brązowawy, a owady oplatają przędzą wierzchołek liścia, zaginając go do dołu. W tak utworzonych kryjówkach przebywają oraz żerują do fazy przepoczwarczenia. Po upływie od dwóch do trzech tygodni pojawiają się motyle. W ciągu jednego roku rozwijają się dwa pokolenia. Uszkodzone liście żółkną i opadają.

## Rozprzestrzenienie
Owad ten pierwotnie był endemitem Japonii. Wraz z roślinami żywicielskimi zawleczony został do wielu rejonów świata, w tym Ameryki Północnej, Europy i Australii.